# A Moment Like This
„A Moment Like This” este single-ul de debut al interpretei de origine americană, Kelly Clarkson. Melodia este primul single extras de pe albumul Thankful.
A Moment Like This a fost scrisă de către Jörgen Elofsson, John Reid și produsă de către Stephen Ferrerra și Steve Mac. Acesta a fost special creat pentru a fi primul single pentru primul câștigător al primului sezon al emisiunii American Idol. Prin urmare, cei patru concurenți rămași în cursa pentru marele premiu au înregistrat câte o versiune a acestei melodii în caz că ei vor câștiga. Cântecul a fost pentru prima oară dezvăluit publicului în momentul în care Nikki McKibbin, una dintre finaliste, a fost eliminată. Clarkson, alături de Guarini, cei doi finaliști au cântat de mai multe ori această melodie, pentru a convinge publicul american să voteze. La finalul emisiunii, după ce Kelly a fost declarată marea câștigătoare a mai cântat o dată această piesă. A fost des difuzată la radio, iar videoclipul filmat a avut premiera în cadrul emisiunii Total Request Live.
Pentru single-ul A Moment Like This a fost filmat un videoclip relativ simplu, în care Kelly descoperă un teatru fără spectatori. În acest videoclip au fost incluse și cadre în care ea poate fi văzută cântând pe scena concursului American Idol.

## Preluarea Leonei Lewis
În timpul concursului The X Factor, Leona Lewis a reînregistrat melodia lui Kelly Clarkson. Aceasta a fost comandată în peste un milion de exemplare înainte de lansara oficială, deși la acel moment nimeni nu știa cine va fi câștigătorul concursului (De-a lungul finalelor, ultimii doi finaliști ai concursului au reînregistrat melodia A Moment Like This, iar câștigătorul competiției, Leona Lewis, a păstrat single-ul și l-a lansat în mod oficial doar după încheierea concursului).
Melodia a stabilit un nou record mondial, obținând peste 50,000 descărcări digitale în primele treizeci de minute de la lansare. La data de 24 decembrie, A Moment Like This a câștigat prima poziție în clasamentul celor mai comercializate piese din Regatul Unit, însumând cifre mai ridicate decât celelalte patruzeci de melodii din top la un loc. Single-ul a devenit cea mai downloadată melodie a anului 2006, stând pe prima poziție pentru patru săptămâni în Anglia și pentru șase în Irlanda. Melodia a fost comercializată în peste 1,000,000 în regiunea Regatului Unit.